# Laskovij Maj
Laskovij Maj (ruski: Ласковый май) je sovjetska/ruska muška pop grupa iz Moskve, koja je bila vrlo popularna u Sovjetskom Savezu/Rusiji početkom 1990-ih.
Najpoznatiji član grupe bio je Jurij Šatunov, koji se potom okušao u samostalnoj pjevačkoj karijeri. 
Laskovij Maj i uzbekistanska grupa Bolalar često se nazivaju "legendama 1990.-ih" na prostoru bivšeg Sovjetskog Saveza.

## Povijest
Laskovij Maj je nastao 1986., kada je Sergej Kuznjecov odlučio oformiti grupu glazbenika od nezbrinute djece iz sirotišta u Orenburgu. Prvi album postao je legendarni album u povijesti sovjetske pop glazbe. Glazbeni stil je mješavina zapadne disco, rock i pop glazbe. Pjesma "Белые розы" (hrv. Bijele ruže) iz 1987., postala je jedna od najpopularnijih sovjetskih pop pjesama i kasnije doživjela prerade drugih izvođača.
Nakon prestanka djelovanja 1992., pojavila se slična ruska pop grupa Ruki Vverh! 1996. godine, koja je također postigla veliku popularnost.
Laskovij Maj ponovno djeluje od 2009. godine.